# Werner Freyberg
Werner Freyberg (29. srpnja 1902. – ne zna se nadnevak kad je umro) je bivši njemački hokejaš na travi. 
Osvojio je brončano odličje na hokejaškom turniru na Olimpijskim igrama 1928. u Amsterdamu igrajući za Njemačku. Na turniru je odigrao dva susreta. Igrao je u srednjem redu.

## Vanjske poveznice
- Profil na Database Olympics